# Sant'Angelo Muxaro
Sant'Angelo Muxaro är en stad och kommun i kommunala konsortiet Agrigento, innan 2015 provinsen Agrigento, på Sicilien i Italien. Kommunen hade 1 321 invånare (2017).
Staden är hemvist för arberesjerna; de albanska utvandrare från medeltida Arberien.[källa behövs]